# Granges-Narboz
Granges-Narboz – miejscowość i gmina we Francji, w regionie Burgundia-Franche-Comté, w departamencie Doubs.
Według danych na rok 1990 gminę zamieszkiwało 519 osób, a gęstość zaludnienia wynosiła 32 osoby/km² (wśród 1786 gmin Franche-Comté Granges-Narboz plasuje się na 303. miejscu pod względem liczby ludności, natomiast pod względem powierzchni na miejscu 175.).